# Temporada 1964-65 de la NBA
La temporada 1964-65 de la NBA fue la decimonovena en la historia de la liga. La temporada finalizó con Boston Celtics como campeones (el séptimo de ocho anillos consecutivos) tras ganar a Los Angeles Lakers por 4-1. 

## Aspectos destacados
- El All-Star Game de la NBA de 1965 se disputó en el Kiel Auditorium de San Luis, Misuri, con victoria del Este sobre el Oeste por 124-123. Jerry Lucas, de Cincinnati Royals, ganó el premio al MVP del partido.

## Clasificaciones
| Equipo             | V  | D  | %V   | P  |
| ------------------ | -- | -- | ---- | -- |
| Boston Celtics C   | 62 | 18 | .775 | -  |
| Cincinnati Royals  | 48 | 32 | .600 | 14 |
| Philadelphia 76ers | 40 | 40 | .500 | 22 |
| New York Knicks    | 31 | 49 | .388 | 31 |

| Equipo                 | V  | D  | %V   | P  |
| ---------------------- | -- | -- | ---- | -- |
| Los Angeles Lakers     | 49 | 31 | .613 | -  |
| St. Louis Hawks        | 45 | 35 | .563 | 4  |
| Baltimore Bullets      | 37 | 43 | .463 | 12 |
| Detroit Pistons        | 31 | 49 | .388 | 18 |
| San Francisco Warriors | 17 | 63 | .213 | 32 |

* V: Victorias
* D: Derrotas
* %V: Porcentaje de victorias
* P: Partidos de diferencia respecto a la primera posición
* C: Campeón

## Playoffs
|  | Semifinales de División | Semifinales de División | Semifinales de División |   |  | Finales de División | Finales de División | Finales de División |  |  | Finales de la NBA | Finales de la NBA | Finales de la NBA |
|  |                         |                         |                         |   |  |                     |                     |                     |  |  |                   |                   |                   |
|  | E3                      | Philadelphia            | 3                       |   |  | E1                  | Boston              | 4                   |  |  |                   |                   |                   |
|  | E3                      | Philadelphia            | 3                       |   |  | E1                  | Boston              | 4                   |  |  |                   |                   |                   |
|  | E2                      | Cincinnati              | 1                       |   |  | E3                  | Philadelphia        | 3                   |  |  |                   |                   |                   |
|  | E2                      | Cincinnati              | 1                       |   |  | E3                  | Philadelphia        | 3                   |  |  |                   |                   |                   |
|  |                         |                         |                         |   |  | División Este       |                     |                     |  |  |                   |                   |                   |
|  |                         |                         |                         |   |  |                     |                     |                     |  |  |                   |                   |                   |
|  |                         |                         |                         |   |  |                     |                     |                     |  |  | E1                | Boston            | 4                 |
|  |                         |                         |                         |   |  |                     |                     |                     |  |  | E1                | Boston            | 4                 |
|  |                         | O1                      | Los Angeles             | 1 |  |                     |                     |                     |  |  |                   |                   |                   |
|  |                         |                         |                         |   |  |                     |                     |                     |  |  |                   |                   |                   |
|  |                         |                         |                         |   |  |                     |                     |                     |  |  |                   |                   |                   |
|  |                         |                         |                         |   |  |                     |                     |                     |  |  |                   |                   |                   |
|  | O3                      | Baltimore               | 3                       |   |  | O1                  | Los Angeles         | 4                   |  |  |                   |                   |                   |
|  | O3                      | Baltimore               | 3                       |   |  | O1                  | Los Angeles         | 4                   |  |  |                   |                   |                   |
|  | O2                      | St. Louis               | 1                       |   |  | O3                  | Baltimore           | 2                   |  |  |                   |                   |                   |
|  | O2                      | St. Louis               | 1                       |   |  | O3                  | Baltimore           | 2                   |  |  |                   |                   |                   |
|  |                         |                         |                         |   |  | División Oeste      |                     |                     |  |  |                   |                   |                   |
|  |                         |                         |                         |   |  |                     |                     |                     |  |  |                   |                   |                   |

## Estadísticas
| Categoría                    | Jugador          | Equipo                                    | Estadísticas |
| ---------------------------- | ---------------- | ----------------------------------------- | ------------ |
| Puntos por partido           | Wilt Chamberlain | San Francisco Warriors/Philadelphia 76ers | 34.7         |
| Rebotes por partido          | Bill Russell     | Boston Celtics                            | 24.1         |
| Asistencias por partido      | Oscar Robertson  | Cincinnati Royals                         | 11.5         |
| Porcentaje de tiros de campo | Wilt Chamberlain | San Francisco Warriors/Philadelphia 76ers | 51.0         |
| Porcentaje de tiros libres   | Larry Costello   | Philadelphia 76ers                        | 87.7         |

## Premios
- MVP de la Temporada
  -  Bill Russell (Boston Celtics)
- Rookie del Año
  -  Willis Reed (New York Knicks)
- Entrenador del Año
  -  Red Auerbach (Boston Celtics)

| - Mejor Quinteto de la Temporada - Elgin Baylor, Los Angeles Lakers - Oscar Robertson, Cincinnati Royals - Jerry West, Los Angeles Lakers - Bill Russell, Boston Celtics - Jerry Lucas, Cincinnati Royals | - 2.º Mejor Quinteto de la Temporada - Hal Greer, Philadelphia 76ers - Bob Pettit, St. Louis Hawks - Wilt Chamberlain, San Francisco Warriors/Philadelphia 76ers - Gus Johnson, Baltimore Bullets - Sam Jones, Boston Celtics |

- Mejor Quinteto de Rookies
  - Jim Barnes, New York Knicks
  - Willis Reed, New York Knicks
  - Wali Jones, Baltimore Bullets
  - Howard Komives, New York Knicks
  - Joe Caldwell, Detroit Pistons
  - Lucious Jackson, Philadelphia 76ers